# 热绝缘

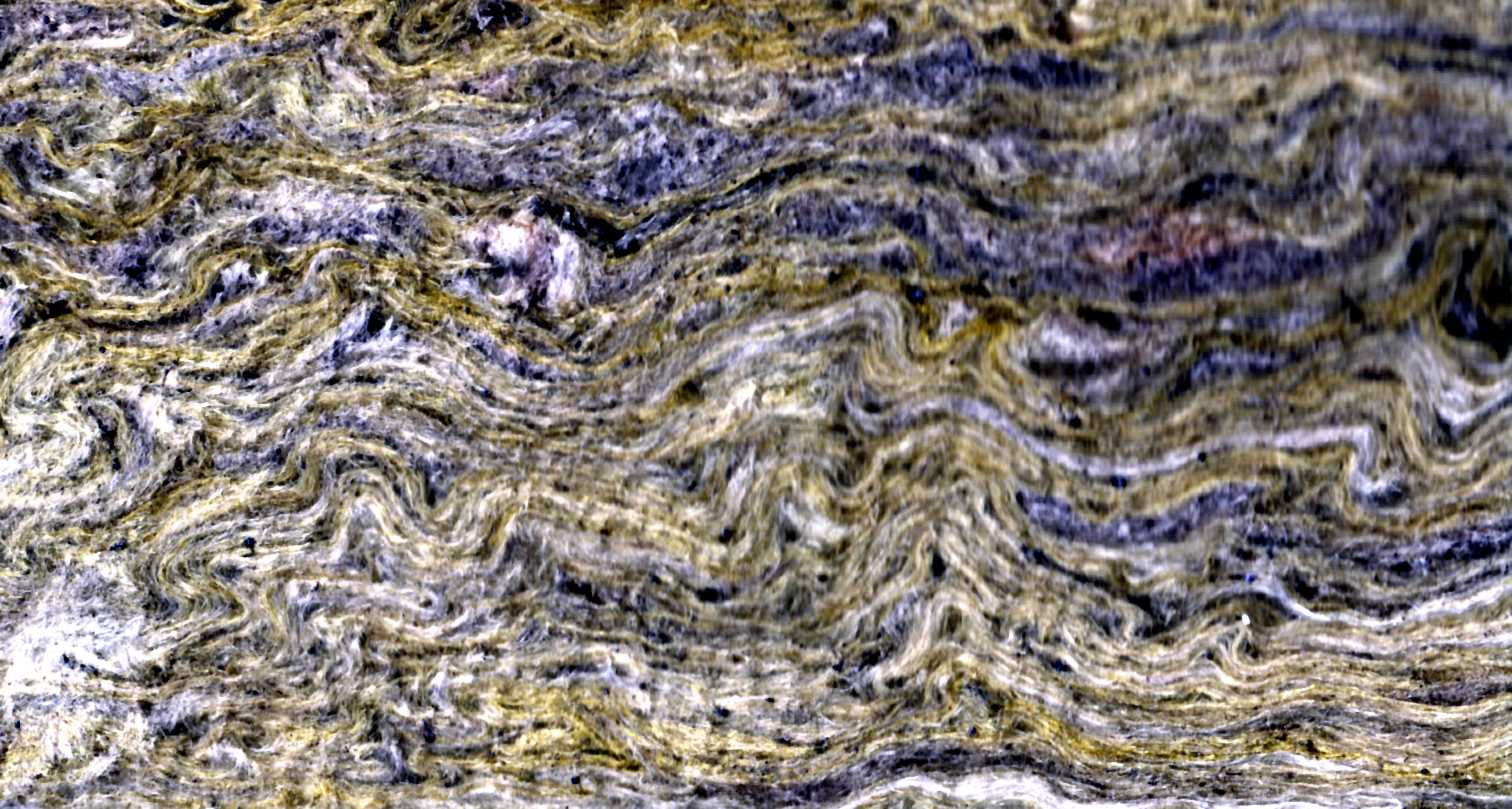
矿物棉绝缘，1600 dpi扫描

热绝缘（Thermal insulation）是减少因物体之间热接触或辐射范围影响产生的热传递（不同温度的物体之间热能的传递）。使用特别设计的方法或工艺以及适当的物体形状和材料可以实现热绝缘。
热的流动是不同温度的物体之间接触产生的不可避免的结果。热绝缘提供了绝缘区域，其中的热传导被减少，或者熱輻射被反射，而不被低温物体吸收。
材料的绝缘能力使用导热系数（k）测量。低导热性等同于高绝缘能力（R值）。在热工程中，绝缘材料的其他重要性能是密度（ρ）和比热容（c）。

## 拓展阅读
- US DOE publication, Residential Insulation
- US DOE publication, Energy Efficient Windows
- US EPA publication on home sealing （页面存档备份，存于）
- DOE/CE 2002